# Etimologia vortaro de Esperanto

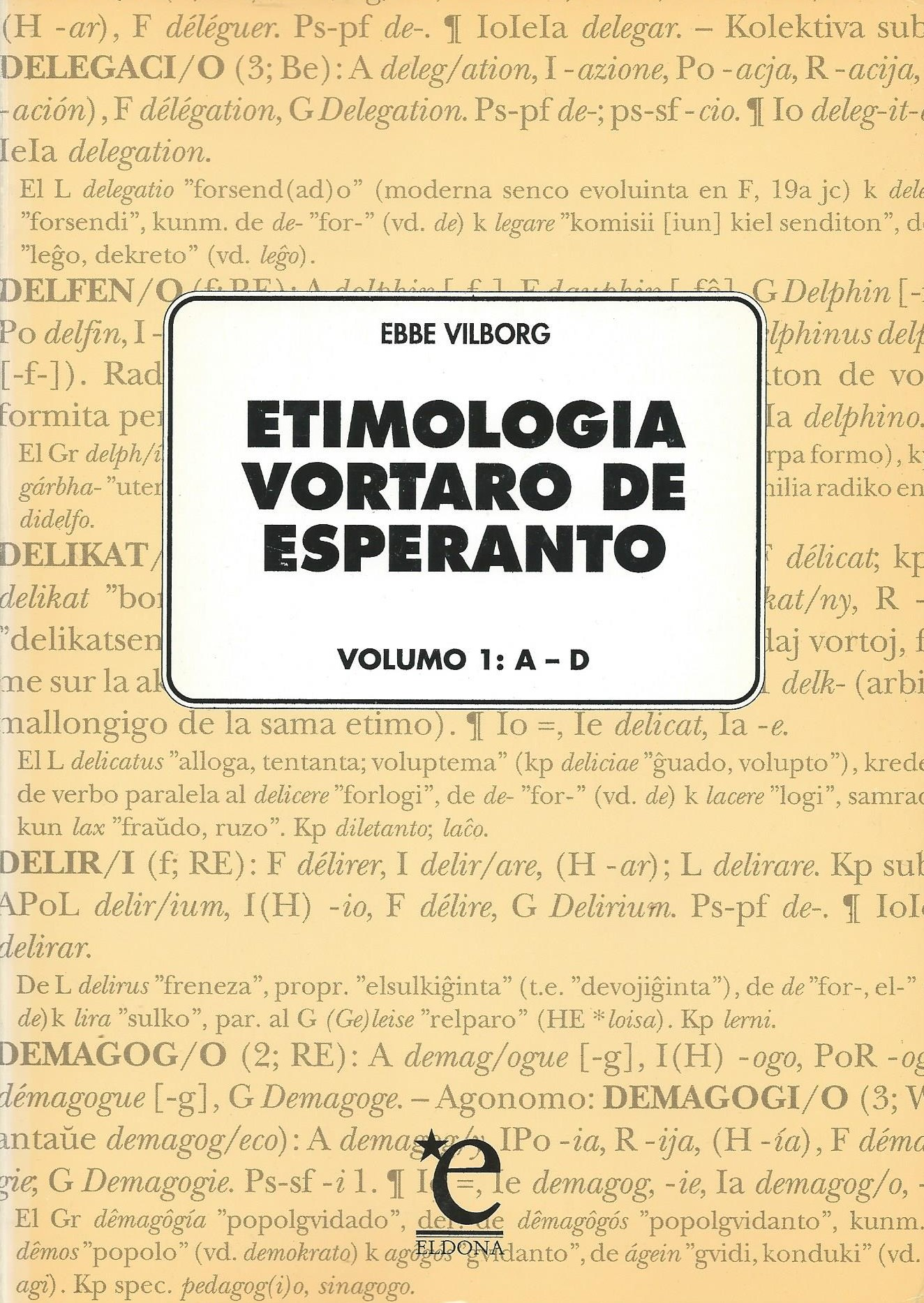

Etimologia vortaro de Esperanto (en español, Diccionario etimológico de esperanto) es un diccionario, escrito en la lengua internacional esperanto, que detalla la procedencia etimológica de los vocablos de este idioma.
El diccionario comprende 5 volúmenes. Su autor es el sueco Ebbe Vilborg. El diccionario está editado por la Eldona Societo Esperanto en la ciudad sueca de Malmö.
- Volumen 1: A-D, 1989. 104p. 24cm.
- Volumen 2: E-J, 1991. 114p. 24cm.
- Volumen 3: K-M, 1993. 128p. 24cm.
- Volumen 4: N-R, 1995. 124p. 24cm.
- Volumen 5: S-Z, 2001. 196p. 24cm.

El diccionario contiene únicamente palabras que, o bien se encuentran en el Fundamento de Esperanto, o bien pertenecen a una de las ediciones oficiales del Universala Vortaro (Diccionario Universal, parte del Fundamento de Esperanto). El diccionario presenta palabras "progenitoras" en 7 idiomas, equivalencias en 4 idiomas planificados y esquemas del origen y posteriores cambios, así como un capítulo aparte acerca del origen etimológico de los elementos morfológicos y afijos. 

## Enlaces
- Reseña de " Etimologia vortaro de esperanto. Volumo 5". (En esperanto e inglés).

- Datos: Q4896069